# داء المسلكات
داء المسلكات، يُعرف أيضاً باسم العدوى السوطية أو "داء شعريات الذيل"، هو عدوى سببها جرثومة طفيلية (دودة العدوى السوطية). إذا ترافقت العدوى مع القليل من الديدان، فإنه لن يظهر غالباً أية أعراض. لكن عند الذين لديهم مستوى أعلى من الديدان فإن الأعراض ستظهر، حيث قد تظهر الأعراض على شكل ألم بطيني وإرهاق و[[إسهال. يرافق الإسهال أحياناً ظهور دم. قد تسبب العدوى لدى الأطفال ضعفاً في النمو الجسدي والفكري لديهم. كما قد تحدث الأنيميا أو فقر الدم (انخفاض مستوى الكريات الحمراء) نتيجة لفقدان كميات من سائل الدم.

## المسببات
ينتشر المرض عادة عندما يتناول الناس أطعمة وماءً يحتوي على بيوض هذه الديدان. فعدم تنظيف الخضار الملوثة أو طبخها بشكل كامل يتسبب في نشر المرض. غالباً ما تنتشر تلك البويضات في الأماكن التي يتغوط فيها الناس خارجاً في العراء وفي الأمكنة التي تستخدم فيها الفضلات البشرية كأسمدة. تنشأ هذه البيوض من فضلات (تغوط) الناس المصابين بالعدوى. يصبح الأطفال الذين يلعبون بأيديهم في التراب في بيئة ثم لا يغسلون أيديهم جيداً عرضة للعدوى بسهولة. تعيش الديدان في الأمعاء الغليظة، ويُقدّر طولها بحوالي 4 سم.
يتم تشخيص الدودة السوطية برؤية البيوض عند فحص كرسي المرحاض بواسطة مجهر. وهذه البويضات ذات شكل برميلي.

## الوقاية والعلاج
تتم الوقاية بالطبخ الجيد للطعام وغسل اليدين قبل الطبخ. يمكن أخذ تدابير أخرى كتحسين الشروط الصحية وذلك بالتأكد من الاستخدام الجيد للمرافق الصحية وتنظيف المراحيض, والحصول على مياه نقية. في مناطق العالم التي تكون العدوى فيها شائعه، تتم معالجة المصابين ضمن مجموعات مرة واحدة وبجداول منتظمة. يجري العلاج على مدى ثلاثة أيام باستخدام مستحضرات: البيندازول , ميبيندازول أو الانفرميكتين.
يصاب الناس غالبا بالعدوى مرة أخرى حتى بعد تلقي العلاج.

## الوبائيات ( علم الأوبئة واتشار الامراض)
تصيب عدوى الدودة السوطية مايقارب من 600 إلى 800 مليون شخص حول العالم.
تكون العدوى شائعة في البلدان المدارية. في دول العالم النامي، هؤلاء المصابين بعدوى الدودة السوطية يكون لديهم غالبا عدوى الدودة الشصية ( دودة الانسيلوستوما ) وداء الأسكارس.
تلقي هذه الاوبئة بأعباء ثقيلة على كاهل اقتصادات الكثير من الدول.
يجري العمل على تطوير لقاح مضاد المرض. يصنف داء المسلكات بأنه من الامراض المدارية المهملة.